# Sermizelles
 Sermizelles  es una población y comuna francesa que se encuentra en la región de Borgoña, departamento de Yonne, en el distrito y cantón de Avallon.
Su población en el censo de 1999 era de 225 habitantes.
Está integrada en la Communauté de communes de l'Avallonnais .

## Demografía
| 263 | 306 | 218 | 201 | 204 | 225 |
| Para los censos de 1962 a 1999 la población legal corresponde a la población sin duplicidades (Fuente: INSEE [Consultar]) |     |     |     |     |     |